# リード予想
リード予想（リードよそう、英語: Read's conjecture）は、数学におけるグラフ理論の文脈における彩色多項式の係数の単峰性に関する予想である。ロナルド・リードによって成された。
1974年、S. G. Hoggarはこの予想を、係数は強い対数凹でなければならない、とする予想へと絞った。本予想のHoggar版はリード＝Hoggar予想と呼ばれる。
リード＝Hoggar予想は40年以上証明されていなかったが、2009年に博士課程在籍中の許埈珥が代数幾何学の手法を使って証明した。